# 아르키메데스의 대전
《아르키메데스의 대전》(일본어: アルキメデスの大戦, 영어: The Great War of Archimedes)은 미타 노리후사의 일본의 만화 및 그것을 원작으로 한 실사판 영화이다. 군함, 전투기 등 옛 일본 해군의 무기 개발·제조에 대해 당시의 기술 전략과 인간 군상을 테마로 한 소설 작품이 되고 있다.
〈영 매거진〉(코단샤)에서 2015년 52호부터 연재되고 있다.  단행본 3권의 띠는 영화 감독이자 애니메이터인 안노 히데아키가, 6권의 띠는 만화가 가와구치 카이지가, 8권의 띠는 만화가의 아키모토 오사무가 각각 추천 코멘트를 보내고 있다.
실사판 영화는 2019년 7월에 공개되었다.

## 참고 문헌
미타 노리후사 〈아르키메데스의 대전〉 코단샤 <영 매거진 KC> 기간 25권 (2021년 8월 5일 기준)
- 2016년 5월 6일 발매, ISBN 978-4-06-382781-1

- 2016년 5월 6일 발매, ISBN 978-4-06-382782-8

- 2016년 8월 5일 발매, ISBN 978-4-06-382828-3

- 2016년 11월 4일 발매, ISBN 978-4-06-382876-4

- 2017년 2월 6일 발매, ISBN 978-4-06-382928-0

- 2017년 4월 6일 발매, ISBN 978-4-06-382951-8

- 2017년 8월 4일 발매, ISBN 978-4-06-510088-2

- 2017년 11월 6일 발매, ISBN 978-4-06-510353-1

- 2018년 3월 6일 발매, ISBN 978-4-06-511091-1

- 2018년 7월 6일 발매, ISBN 978-4-06-511649-4

- 2018년 8월 6일 발매, ISBN 978-4-06-512413-0

- 2018년 11월 6일 발매, ISBN 978-4-06-513557-0

- 2019년 3월 6일 발매, ISBN 978-4-06-514826-6

- 2019년 5월 7일 발매, ISBN 978-4-06-515467-0

- 2019년 6월 6일 발매, ISBN 978-4-06-516132-6

- 2019년 7월 5일 발매, ISBN 978-4-06-516355-9

- 2019년 8월 6일 발매, ISBN 978-4-06-516728-1

- 2019년 11월 6일 발매, ISBN 978-4-06-517723-5

- 2020년 2월 6일 발매, ISBN 978-4-06-518488-2

- 2020년 5월 7일 발매, ISBN 978-4-06-519545-1

- 2020년 8월 5일 발매, ISBN 978-4-06-520466-5

- 2020년 11월 6일 발매, ISBN 978-4-06-521344-5

- 2021년 2월 5일 발매, ISBN 978-4-06-522291-1

- 2021년 5월 6일 발매, ISBN 978-4-06-523335-1

- 2021년 8월 5일 발매, ISBN 978-4-06-524337-4

## 영화

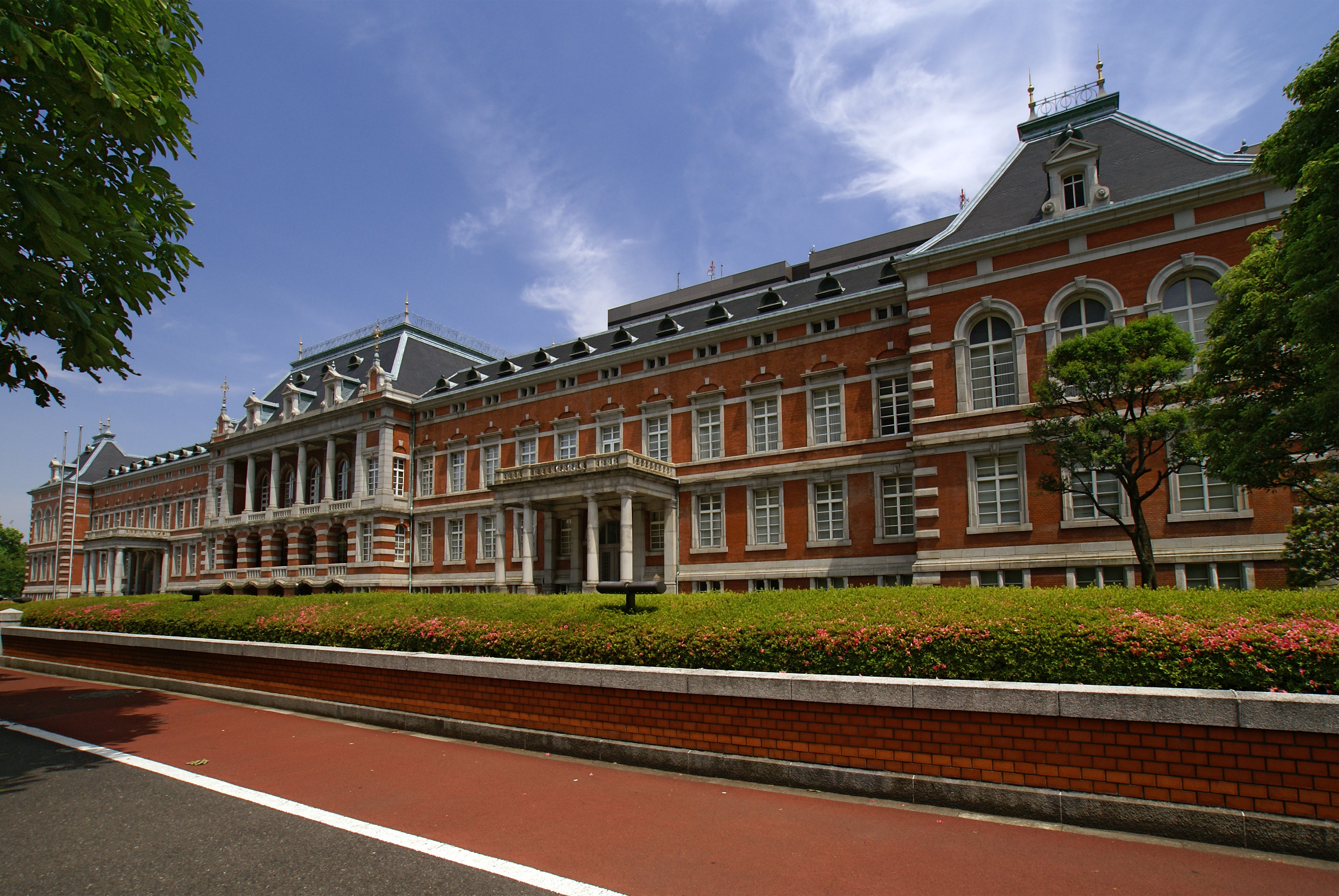
해군성 촬영지 (법무성 구 본관)

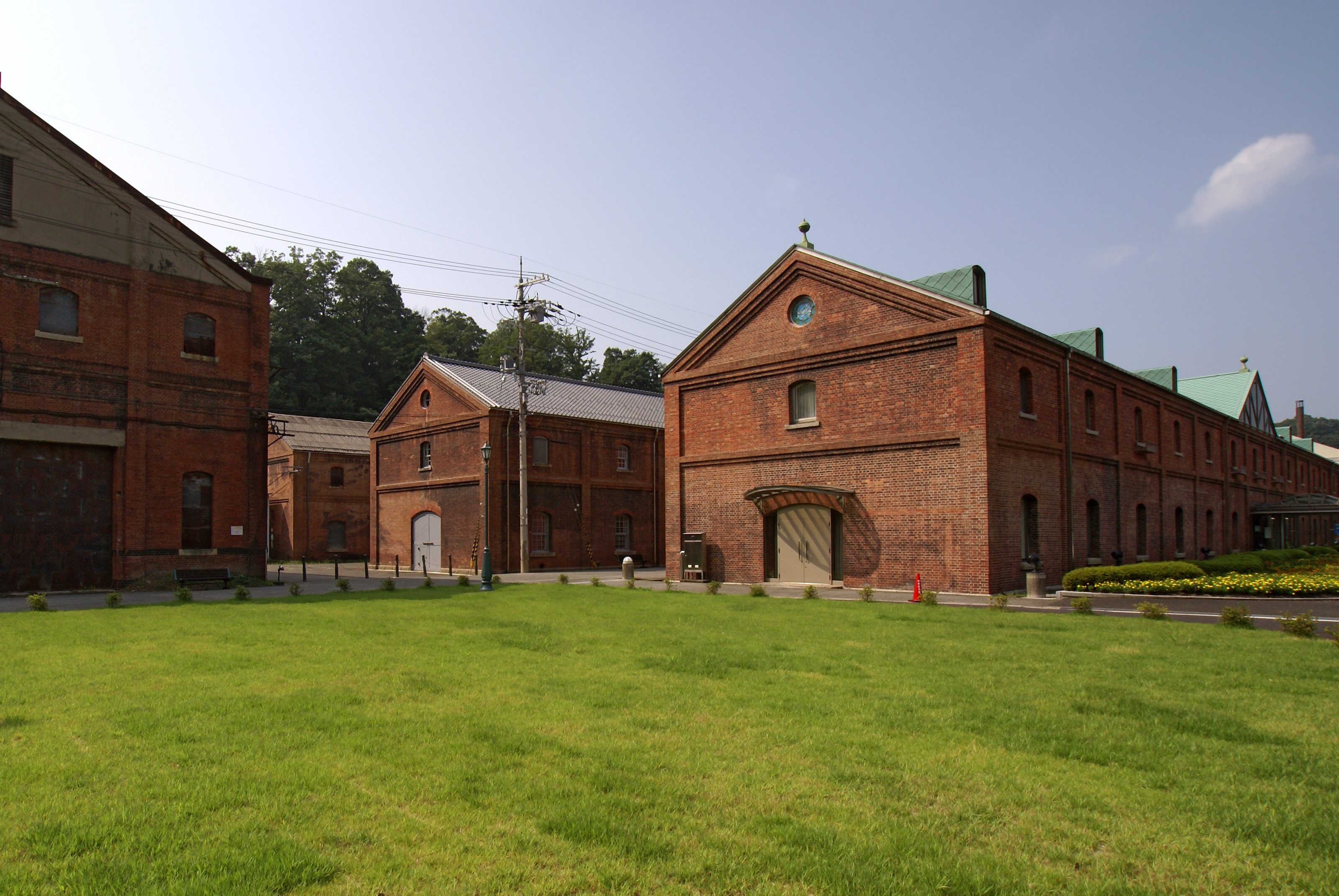
요코하마항 촬영지 (교토부 마이즈루시 마이즈루 아카렌가 창고군)

2019년 7월 26일에 공개되었다.

### 출연
- 카이 타다시 : 스다 마사키
- 다나카 쇼지 : 에모토 타스쿠
- 오자키 쿄코 : 하마베 미나미
- 오사토 키요시 : 쇼후쿠테이 츠루베
- 오스미 미네오 : 고바야시 카츠야
- 우노 타쿠와에루 : 코히나타 후미요
- 나가노 오사미 : 쿠니무라 준
- 시마다 시게타로 : 하시즈메 이사오
- 히라야마 타다미치 : 다나카 민
- 야마모토 이소로쿠 : 타치 히로시
- 오사토 상선의 직원 : 나미오카 카즈키
- 세츠 : 키나미 하루카
- 후지오카 요시오 : 야마자키 이치
- 카바세라 와타리(참모) : 이이다 키스케
- 타카토 쿠니히코 : 오쿠노 에이타
- 오자키 토메키치 : 야지마 켄이치
- 요정의 여주인 : 츠노가에 카즈에
- 하숙집 주인 : 이케타니 노부에
- 조선업 회사의 부장 : 아마노 히로유키
- 젊은 사관 : 이시다 노리츠구
- 내레이션 : 쿠보타 히토시

## 스태프
- 원작 : 미타 노리후사 〈아르키메데스의 대전〉 (코단샤 〈영 매거진〉 연재)
- 감독·각본·VFX : 야마자키 타카시
- 음악 : 사토 나오키
- 제작 : 이치카와 미나미
- 이그제큐티브 프로듀서 : 아베 슈지, 야마우치 아키히로
- 프로듀서 : 사토 요시히로, 모리야 케이치로
- 촬영 : 시바사키 고조
- 조명 : 우에다 세이코
- 미술 : 카미죠 아사토
- 녹음 : 후지모토 켄이치
- VFX 디렉터 : 시부야 키요코
- 편집 : 미야지마 류우
- 컬러 그레이더 : 사이토 세이지
- 음향 효과 : 오카세 아키히코
- 의상 : 미즈시마 아이코
- 조감독 : 아다치 코헤이
- 프로덕션 감독 : 사토 타케시
- 배급 : 도호
- 제작 프로덕션 : ROBOT
- 제작 협력 : 아베 슈지 사무소, 도호 영화
- 제작 : 〈아르키메데스의 대전〉 제작위원회 (도호, 닛폰 TV 방송망, 덴츠, 요미우리 TV 방송, ROBOT, 시로구미, KDDI, 코단샤, 아베 슈지 사무소, 도큐 에이전시, 일본 출판 판매, 히카리 TV, 마이니치 신문, 로손 엔터테인먼트, GYAO, 시사 통신사, 컬쳐 엔터테인먼트, 키노시타 그룹, 닛폰 방송, 주니치 신문)

## 수상
- 제32회 닛칸 스포츠 영화 대상 이시하라 유지로상
- 제43회 일본 아카데미상 (2019년도)
  - 우수 남우주연상 (스다 마사키)
  - 우수 남우조연상 (에모토 타스쿠)

## 무대
2020년 6월 30일부터 7월 16일까지 도쿄 시어터 클리에에서 개최되었으며, 같은 해 7월에 전국 공연도 예정되어 있었지만 신종 코로나 바이러스의 영향으로 전 공연이 중단되었다.